# The Simple Life
The Simple Life is een Amerikaanse realityserie van Fox met Paris Hilton en Nicole Richie. De serie van 55 afleveringen werd uitgezonden in de Verenigde Staten van 2003 tot en met 2007.
The Simple Life draait om twee rijke vriendinnen, Hilton en Richie, die zonder luxe moeten zien te overleven. In Nederland verscheen de serie ook op dvd.

## Seizoenen

### 1: The Simple Life
In het eerste seizoen werkten de vriendinnen een maand lang voor een boerengezin in het dorpje Altus in de Amerikaanse staat Arkansas, waar zij liters melk verspilden, en verprutsten zij hun baan bij een drive-in-fastfoodrestaurant. Ze werden elke keer ontslagen.
Het eerste seizoen begon bij Fox op 2 december 2003 en werd goed bekeken: 13 miljoen mensen zagen de eerste aflevering.

### 2: Road Trip
Het tweede seizoen genaamd Road Trip begon in de zomer van 2004. In dit seizoen reisden Hilton en Richie door de Verenigde Staten in een roze pick-uptruck met Airstream-caravan. Ook in dit seizoen hadden ze diverse baantjes. Zo maakten ze worsten en werkten de twee als dienstmeisje in een nudistenoord.

### 3: Interns
In het derde seizoen liepen Hilton en Richie stage bij verschillende bedrijven. Eén aflevering, die zich afspeelde in een uitvaartcentrum, was voor kijkers enigszins gênant, doordat ze moeite hadden met het uitladen van een doodskist en bovendien as van een crematie op de vloer morsten, die ze met een stofzuiger opzogen.

### 4: 'Til Death Do Us Part
In dit seizoen speelden Hilton en Richie in elke aflevering de "echtgenote" van telkens een ander gezin in Los Angeles. De twee wisselden elkaar elke aflevering af, waarna het gezin moest beslissen wie haar rol het beste had vervuld. In de afleveringen kwam ook vaak het persoonlijke leven en de carrière van de twee vrouwen aan bod, en de uitdaging om moeder en echtgenote te zijn. Anders dan in de voorgaande seizoenen, mochten Hilton en Richie gebruikmaken van hun bankpas en mobiele telefoon.

### 5: Goes To Camp
In het laatste seizoen werkten de vrouwen als begeleider in Camp Shawnee, een fictief kamp gesitueerd in het echt bestaande Joodse zomerkamp Camp JCA Shalom in Malibu, dat afwisselend fungeerde als onder meer vermagerings- en survivalkamp.